# Gran Premio motociclistico d'Italia 1996
Il Gran Premio motociclistico d'Italia 1996 fu il quinto appuntamento del motomondiale 1996.
Si svolse il 26 maggio 1996 al circuito del Mugello e vide la vittoria di Mick Doohan su Honda nella classe 500, di Max Biaggi nella classe 250, di Peter Öttl nella classe 125, dell'equipaggio Paul Güdel-Charly Güdel nella classe sidecar e di Massimo Meregalli nel Thunderbike Trophy.
Durante il warm-up dei sidecar si verificò un incidente: il pilota australiano Shane Soutar, mentre giungeva con la sua motocarrozzetta alla curva "San Donato", perse direzionalità e impattò contro le barriere a oltre 200 km/h; nello schianto riportò vari traumi e fratture, si vissero momenti di apprensione poiché rimase privo di sensi per diversi minuti. Uscì invece illeso il passeggero svizzero Adolf Hänni, caduto dal sidecar prima dell'urto con il muro.

## Classe 500

Crivillé (secondo), Doohan (primo) e Cadalora (terzo), sul palco di premiazione al termine della gara della classe 500

### Arrivati al traguardo
| Pos. | Nº | Pilota            | Squadra                 | Motocicletta  | Giri | Tempo     | Griglia | Punti |
| ---- | -- | ----------------- | ----------------------- | ------------- | ---- | --------- | ------- | ----- |
| 1    | 1  | Mick Doohan       | Repsol Honda            | Honda         | 23   | 44:04.252 | 1       | 25    |
| 2    | 4  | Àlex Crivillé     | Repsol Honda            | Honda         | 23   | +0.726    | 5       | 20    |
| 3    | 3  | Luca Cadalora     | Kanemoto Honda          | Honda         | 23   | +7.764    | 6       | 16    |
| 4    | 2  | Daryl Beattie     | Lucky Strike Suzuki     | Suzuki        | 23   | +8.202    | 3       | 13    |
| 5    | 12 | Jean-Michel Bayle | Marlboro Yamaha Roberts | Yamaha        | 23   | +19.421   | 9       | 11    |
| 6    | 7  | Alex Barros       | Honda Pileri            | Honda         | 23   | +21.276   | 10      | 10    |
| 7    | 6  | Tadayuki Okada    | Repsol Honda            | Honda         | 23   | +21.546   | 11      | 9     |
| 8    | 41 | Shin'ichi Itō     | Repsol Honda            | Honda         | 23   | +21.754   | 13      | 8     |
| 9    | 15 | Doriano Romboni   | IP Aprilia Racing       | Aprilia       | 23   | +28.733   | 4       | 7     |
| 10   | 10 | Kenny Roberts Jr  | Marlboro Yamaha Roberts | Yamaha        | 23   | +28.890   | 7       | 6     |
| 11   | 9  | Norifumi Abe      | Marlboro Yamaha Roberts | Yamaha        | 23   | +34.340   | 14      | 5     |
| 12   | 17 | Alberto Puig      | Fortuna-Honda-Pons      | Honda         | 23   | +34.523   | 8       | 4     |
| 13   | 22 | Lucio Pedercini   | Team Pedercini          | ROC Yamaha    | 23   | +1:06.905 | 15      | 3     |
| 14   | 19 | Sean Emmett       | Harris Grand Prix       | Harris Yamaha | 23   | +1:10.338 | 20      | 2     |
| 15   | 27 | Frédéric Protat   | Soverex FP Racing       | ROC Yamaha    | 23   | +1:10.412 | 17      | 1     |
| 16   | 13 | Jeremy McWilliams | Qub Team Optimum        | ROC Yamaha    | 23   | +1:19.150 | 19      |       |
| 17   | 18 | James Haydon      | W.C.M.                  | ROC Yamaha    | 23   | +1:19.166 | 22      |       |
| 18   | 23 | Eugene McManus    | Millar Racing           | Yamaha        | 23   | +1:19.447 | 24      |       |
| 19   | 66 | Marco Papa        | Leone Racing            | ROC Yamaha    | 20   | +3 giri   | 26      |       |

### Ritirati
| Nº | Pilota              | Squadra                | Motocicletta  | Giri | Griglia |
| -- | ------------------- | ---------------------- | ------------- | ---- | ------- |
| 8  | Juan Borja          | Elf 500 Roc            | Elf 500       | 11   | 16      |
| 65 | Loris Capirossi     | Marlboro Yamaha Rainey | Yamaha        | 10   | 2       |
| 51 | Jean Pierre Jeandat | Team Paton             | Paton         | 5    | 23      |
| 25 | Jean-Marc Delétang  | ELC Lease ROC          | ROC Yamaha    | 2    | 27      |
| 26 | Terry Rymer         | Lucky Strike Suzuki    | Suzuki        | 1    | 12      |
| 20 | Toshiyuki Arakaki   | Padgetts Racing        | Harris Yamaha | 0    | 21      |

### Non partiti
| Nº | Pilota          | Squadra            | Moto    | Griglia |
| -- | --------------- | ------------------ | ------- | ------- |
| 14 | Adrian Bosshard | Elf 500 Roc        | Elf 500 | 25      |
| 24 | Carlos Checa    | Fortuna-Honda-Pons | Honda   | 18      |

## Classe 250

Ivano Beggio (presidente Aprilia), Lucchi (secondo), Biaggi (primo) e Waldmann (terzo), sul palco di premiazione al termine della gara della classe 250

### Arrivati al traguardo
| Pos. | Nº | Pilota                   | Squadra                 | Motocicletta | Giri | Tempo     | Griglia | Punti |
| ---- | -- | ------------------------ | ----------------------- | ------------ | ---- | --------- | ------- | ----- |
| 1    | 1  | Max Biaggi               | Chesterfield Aprilia    | Aprilia      | 21   | 40:36.299 | 1       | 25    |
| 2    | 34 | Marcellino Lucchi        | Aprilia Racing          | Aprilia      | 21   | +6.914    | 2       | 20    |
| 3    | 3  | Ralf Waldmann            | HB Honda Germany        | Honda        | 21   | +18.294   | 4       | 16    |
| 4    | 19 | Olivier Jacque           | Chesterfield Elf Tech 3 | Honda        | 21   | +18.607   | 3       | 13    |
| 5    | 11 | Jürgen Fuchs             | HB Honda Germany        | Honda        | 21   | +31.617   | 12      | 11    |
| 6    | 31 | Tetsuya Harada           | Marlboro Yamaha Rainey  | Yamaha       | 21   | +31.649   | 9       | 10    |
| 7    | 5  | Jean-Philippe Ruggia     | Chesterfield Elf Tech 3 | Honda        | 21   | +31.683   | 5       | 9     |
| 8    | 6  | Nobuatsu Aoki            | Rheos Molenaar Racing   | Honda        | 21   | +47.701   | 6       | 8     |
| 9    | 7  | Luis d'Antín             | MX Onda-S.S.P. Comp.    | Honda        | 21   | +51.186   | 8       | 7     |
| 10   | 8  | Cristiano Migliorati     | Axo San Patrignano      | Honda        | 21   | +51.556   | 17      | 6     |
| 11   | 21 | Massimo Ottobre          | FGF Guidotti            | Aprilia      | 21   | +51.563   | 16      | 5     |
| 12   | 14 | Eskil Suter              | Mohag Aprilia           | Aprilia      | 21   | +51.613   | 15      | 4     |
| 13   | 20 | Luca Boscoscuro          | Scuderia AGV            | Aprilia      | 21   | +51.617   | 18      | 3     |
| 14   | 55 | Régis Laconi             | Tecmas Grand Prix       | Honda        | 21   | +52.394   | 11      | 2     |
| 15   | 12 | Jurgen van den Goorbergh | M.Q.P. Racing           | Honda        | 21   | +52.569   | 10      | 1     |
| 16   | 27 | Sebastián Porto          | PR2 Aprilia YPF-Esco    | Aprilia      | 21   | +1:03.619 | 20      |       |
| 17   | 41 | Jamie Robinson           | Docshop Racing          | Aprilia      | 21   | +1:06.917 | 30      |       |
| 18   | 22 | Oliver Petrucciani       | Mohag Aprilia           | Aprilia      | 21   | +1:06.945 | 19      |       |
| 19   | 66 | Alessandro Antonello     | Team Heron              | Aprilia      | 21   | +1:07.099 | 13      |       |
| 20   | 29 | Osamu Miyazaki           | Edo Racing              | Aprilia      | 21   | +1:32.873 | 21      |       |
| 21   | 25 | Davide Bulega            | Team Italia             | Aprilia      | 21   | +1:32.902 | 23      |       |
| 22   | 9  | Yasumasa Hatakeyama      | F.C.C. T.S. Penguin     | Honda        | 21   | +1:34.039 | 24      |       |
| 23   | 68 | Franco Battaini          | Edo Racing              | Aprilia      | 21   | +1:34.363 | 27      |       |
| 24   | 16 | Sete Gibernau            | Axo San Patrignano      | Honda        | 21   | +1:34.931 | 25      |       |
| 25   | 23 | Christian Boudinot       | Promoto Sport           | Aprilia      | 21   | +1:41.263 | 26      |       |
| 26   | 96 | José Barresi             | Marlboro Venemotos      | Yamaha       | 20   | +1 giro   | 31      |       |
| 27   | 67 | Roberto Rolfo            | Team Italia             | Aprilia      | 20   | +1 giro   | 29      |       |
| 28   | 28 | Christophe Cogan         | Team AJP                | Honda        | 20   | +1 giro   | 28      |       |

### Ritirati
| Nº | Pilota             | Squadra                 | Motocicletta | Giri | Griglia |
| -- | ------------------ | ----------------------- | ------------ | ---- | ------- |
| 26 | Takeshi Tsujimura  | F.C.C. Technical Sports | Honda        | 18   | 14      |
| 18 | Roberto Locatelli  | Nastro Azzurro Aprilia  | Aprilia      | 17   | 7       |
| 15 | Gianluigi Scalvini | Team Pileri             | Honda        | 6    | 32      |

### Non partiti
| Nº | Pilota            | Squadra               | Moto    | Griglia |
| -- | ----------------- | --------------------- | ------- | ------- |
| 10 | Tōru Ukawa        | Benetton Honda        | Honda   | 22      |
| 30 | José Luis Cardoso | Sherry Repsol Aprilia | Aprilia | 33      |

## Classe 125

Aoki (secondo), Öttl (primo) e Sakata (terzo), sul palco di premiazione al termine della gara della classe 125

### Arrivati al traguardo
| Pos. | Nº | Pilota            | Squadra                 | Motocicletta | Giri | Tempo     | Griglia | Punti |
| ---- | -- | ----------------- | ----------------------- | ------------ | ---- | --------- | ------- | ----- |
| 1    | 10 | Peter Öttl        | Marlboro-Aprilia-Eckl   | Aprilia      | 20   | 40:56.454 | 7       | 25    |
| 2    | 1  | Haruchika Aoki    | Rheos Molenaar Racing   | Honda        | 20   | +1.520    | 9       | 20    |
| 3    | 2  | Kazuto Sakata     | Krona-Aprilia           | Aprilia      | 20   | +1.557    | 2       | 16    |
| 4    | 46 | Valentino Rossi   | Scuderia AGV            | Aprilia      | 20   | +1.635    | 8       | 13    |
| 5    | 4  | Akira Saitō       | Docshop Racing          | Honda        | 20   | +1.672    | 5       | 11    |
| 6    | 13 | Lucio Cecchinello | Honda Team GP3          | Honda        | 20   | +3.458    | 6       | 10    |
| 7    | 3  | Emilio Alzamora   | Cepsa Effeuno Matteoni  | Honda        | 20   | +3.540    | 14      | 9     |
| 8    | 26 | Ivan Goi          | Cepsa Effeuno Matteoni  | Honda        | 20   | +3.545    | 13      | 8     |
| 9    | 8  | Tomomi Manako     | UGT Europa              | Honda        | 20   | +3.600    | 3       | 7     |
| 10   | 15 | Manfred Geissler  | Marlboro-Aprilia-Eckl   | Aprilia      | 20   | +3.742    | 15      | 6     |
| 11   | 21 | Andrea Ballerini  | Team Italia             | Aprilia      | 20   | +4.472    | 20      | 5     |
| 12   | 12 | Noboru Ueda       | Docshop Racing          | Honda        | 20   | +4.746    | 10      | 4     |
| 13   | 55 | Jorge Martínez    | Airtel-Aspar            | Aprilia      | 20   | +5.404    | 17      | 3     |
| 14   | 7  | Masaki Tokudome   | Ditter Plastic          | Aprilia      | 20   | +14.516   | 1       | 2     |
| 15   | 24 | Jaroslav Huleš    | Team Pileri             | Honda        | 20   | +15.502   | 16      | 1     |
| 16   | 14 | Yoshiaki Katō     | Yamaha Kurz             | Yamaha       | 20   | +23.334   | 12      |       |
| 17   | 36 | Josep Sarda       | Mobil 1-TNT-LB Racing   | Honda        | 20   | +40.866   | 18      |       |
| 18   | 19 | Yōichi Ui         | Yamaha Kurz             | Yamaha       | 20   | +41.340   | 22      |       |
| 19   | 67 | Roberto Bellei    | Team Elit               | Honda        | 20   | +55.620   | 27      |       |
| 20   | 72 | Garry McCoy       | Scuderia Alfa Bieffe    | Aprilia      | 20   | +56.958   | 23      |       |
| 21   | 27 | Gabriele Debbia   | Biesse Semprucci Debbia | Yamaha       | 20   | +1:12.996 | 25      |       |
| 22   | 17 | Darren Barton     | Ditter Plastic          | Aprilia      | 20   | +1:19.446 | 30      |       |
| 23   | 66 | Gino Borsoi       | Team Italia             | Aprilia      | 20   | +1:41.442 | 31      |       |

### Ritirati
| Nº | Pilota            | Squadra                | Motocicletta | Giri | Griglia |
| -- | ----------------- | ---------------------- | ------------ | ---- | ------- |
| 5  | Dirk Raudies      | HB Team Raudies        | Honda        | 17   | 4       |
| 35 | Loek Bodelier     | Mobil 1-TNT-LB Racing  | Honda        | 11   | 26      |
| 69 | Mirko Giansanti   | Team Pileri            | Honda        | 9    | 21      |
| 88 | Ángel Nieto Jr    | Airtel-Aspar           | Aprilia      | 9    | 33      |
| 30 | Stefano Cruciani  | Krona-Aprilia          | Aprilia      | 7    | 32      |
| 6  | Stefano Perugini  | Nastro Azzurro Aprilia | Aprilia      | 3    | 11      |
| 68 | Igor Antonelli    | BNT Racing             | Honda        | 3    | 28      |
| 11 | Herri Torrontegui | Axo San Patrignano     | Honda        | 2    | 29      |
| 37 | Paolo Tessari     | Team Pileri            | Honda        | 1    | 19      |
| 23 | Frédéric Petit    | Team RMS               | Honda        | 1    | 24      |

## Classe sidecar
La prima gara stagionale delle motocarrozzette si decide con un arrivo in volata che coinvolge ben 5 equipaggi; a trionfare sono i fratelli Paul Güdel-Charly Güdel, vincitori al Mugello già l'anno precedente. Salgono sul podio anche i campioni in carica Darren Dixon-Andy Hetherington e Steve Webster-David James.

### Arrivati al traguardo (posizioni a punti)
Fonte:
| Pos | Pilota             | Passeggero        | Sidecar    | Giri | Tempo     | Punti |
| --- | ------------------ | ----------------- | ---------- | ---- | --------- | ----- |
| 1   | Paul Güdel         | Charly Güdel      | LCR-BRM    | 20   | 39'56"498 | 25    |
| 2   | Darren Dixon       | Andy Hetherington | Windle-ADM | 20   | +0"082    | 20    |
| 3   | Steve Webster      | David James       | LCR-ADM    | 20   | +0"098    | 16    |
| 4   | Rolf Biland        | Kurt Waltisperg   | LCR-BRM    | 20   | +0"695    | 13    |
| 5   | Derek Brindley     | Paul Hutchinson   | LCR-BRM    | 20   | +0"773    | 11    |
| 6   | Steve Abbott       | Jamie Biggs       | Windle-ADM | 20   | +20"572   | 10    |
| 7   | Tony Wyssen        | Kilian Wyssen     | LCR-BRM    | 20   | +39"102   | 9     |
| 8   | Markus Bösiger     | Peter Höss        | LCR-ADM    | 20   | +49"005   | 8     |
| 9   | Yoshisada Kumagaya | Trevor Hopkinson  | LCR-BRM    | 20   | +50.060   | 7     |
| 10  | Markus Schlosser   | Thomas Herzog     | LCR-BRM    | 20   | +1'12.238 | 6     |
| 11  | Mark Reddington    | Trevor Crone      | LCR-ADM    | 20   | +1'27.396 | 5     |
| 12  | Benny Janssen      | Alex Bloemsma     | LCR-ADM    | 19   | +1 giro   | 4     |
| 13  | Brian Gray         | Steve Pointer     | LCR-ADM    | 19   | +1 giro   | 3     |
| 14  | Kevin Webster      | Rob McIntosh      | LCR-ADM    | 19   | +1 giro   | 2     |
| 15  | Janez Remše        | Zlakto Grebensek  | LCR-ADM    | 18   | +2 giri   | 1     |

## Thunderbike Trophy
Fonte: Thunderbike Trophy 1996 - Mugello, su classic.autosport.com (archiviato dall'url originale il 9 febbraio 2019).

### Arrivati al traguardo
| Pos. | Nº | Pilota                    | Motocicletta | Giri | Tempo     | Punti |
| ---- | -- | ------------------------- | ------------ | ---- | --------- | ----- |
| 1    | 37 | Massimo Meregalli         | Yamaha       | 16   | 32:48.288 | 25    |
| 2    | 20 | William Costes            | Honda        | 16   | +5.606    | 20    |
| 3    | 2  | Yves Briguet              | Honda        | 16   | +5.657    | 16    |
| 4    | 10 | Eric Mahé                 | Yamaha       | 16   | +7.281    | 13    |
| 5    | 3  | Stéphane Mertens          | Honda        | 16   | +9.326    | 11    |
| 6    | 17 | Pere Riba                 | Honda        | 16   | +16.496   | 10    |
| 7    | 7  | Wilco Zeelenberg          | Honda        | 16   | +16.568   | 9     |
| 8    | 14 | Iain MacPherson           | Honda        | 16   | +17.192   | 8     |
| 9    | 8  | Jeffry de Vries           | Yamaha       | 16   | +20.439   | 7     |
| 10   | 16 | Marc Garcia               | Honda        | 16   | +23.058   | 6     |
| 11   | 23 | Jose Oriol Fernandez      | Yamaha       | 16   | +32.202   | 5     |
| 12   | 42 | Giovanni Bussei           | Kawasaki     | 16   | +34.725   | 4     |
| 13   | 26 | Peter Haug                | Honda        | 16   | +37.714   | 3     |
| 14   | 4  | Fred Bayens               | Bimota       | 16   | +37.776   | 2     |
| 15   | 25 | Phil Borley               | Kawasaki     | 16   | +38.411   | 1     |
| 16   | 41 | Davide Amati              | Kawasaki     | 16   | +38.621   |       |
| 17   | 30 | Jose Maria Martin Vazquez | Honda        | 16   | +1:05.578 |       |
| 18   | 21 | Philippe Pinchedez        | Honda        | 16   | +1:05.848 |       |
| 19   | 12 | Franky Heidger            | Honda        | 16   | +1:59.978 |       |

### Ritirati
| Nº | Pilota                | Motocicletta | Giri |
| -- | --------------------- | ------------ | ---- |
| 22 | Gregorio Lavilla      | Yamaha       | 11   |
| 43 | Roberto Teneggi       | Bimota       | 7    |
| 19 | Adrien Morillas       | Yamaha       | 5    |
| 15 | Bernard Garcia        | Honda        | 4    |
| 1  | Stefan Scheschowitsch | Kawasaki     | 3    |
| 5  | Mario Innamorati      | Honda        | 3    |
| 6  | Enrique de Juan       | Kawasaki     | 3    |
| 38 | Angelo Conti          | Kawasaki     | 1    |